# 国際ボーイスカウト第1団
国際ボーイスカウト第1団（こくさいぼーいすかうとだいいちだん、International Boy Scouts, Troop 1; IBS）は、1911年に設立された日本初のボーイスカウト団体。当初から多国籍的性格を持つ団体であったが、イギリススカウト連盟の外国支部として登録された。これは単に、当時ボーイスカウト団体に「国籍」が要されたことと、国際的団体が存在しなかったことによる。 後に隊の性質とその指導者が変わり、1918年に複数国籍にまたがる「国際的」として承認された。ボーイスカウト国際事務局（現・世界スカウト機構）が設立された後、国際第1団は最初の「多国籍」団体として登録された。この団の「多国籍」憲章は、第三回世界スカウト会議において「国際」団体の登録が直接的に認められ、国際委員会が新たに組織された1925年に発行された。この憲章にはロバート・ベーデン＝パウエルが署名している。

## 背景
日本においては、早くも1908年に影響力のある教育者たちがスカウティングに着目しており、スカウティングの着想が教育的活動に適用されていた。しかし、最初のボーイスカウト団体は1911年に横浜市でクラーレンス・グリフィン (Clarence Griffin) が設立したものであった。
グリフィンは横浜の外国人コミュニティにおいて精力的に活動しており、1911年の秋にボーイスカウト団体を設立することを決心した。新団体の最初の会議は同年の10月に 、18人のスカウト（イギリス人12人、アメリカ人3人、デンマーク人2人、ノルウェー人1人 ）を集めて行われた。1911年12月12日、グリフィンと、ほとんどはイギリス人でその多くはセントジョセフカレッジ（横浜の山手に存在した外国人子弟のための初等・中等教育施設）の学生であったスカウトたちがゲーテ座（Gaiety Theater）に集まり、隊の正式な発足式とスカウト技能のデモンストレーションを行った 。1912年にベーデン＝パウエルが訪日した際に彼を迎えたのはこの隊である 。ベーデン＝パウエルは日本に到着するまで日本にスカウティング組織が存在していることを知らず 、彼らの歓迎を受けたことにいたく感銘を受けた。
ベーデン＝パウエルは自らグリフィンを隊長に任命し 、この隊は直ちにイギリス・スカウト連盟の「横浜第1団」として登録されることとなり、この登録によって隊員資格はイギリス国籍保持者のみに制限されることとなった。この制限は厳密に適用されたわけではなかったが、この隊は行進を行う際には通常隊旗をユニオンジャックを持ち、頻繁に「イギリス隊」として言及された。
この横浜第1団が国際ボーイスカウト第1団の前身である。

## 歴史

### 初期
横浜第1団の国際団への移行は、マリアニスト (Marianist) のBro. Joseph Janningがセントジョセフカレッジ職員として到着したことに始まる。Bro. Joseph Janningはアメリカ合衆国におけるスカウティングに精通しており、1917年に横浜に到着後、そのプログラムに国籍を問わずすべてのセントジョセフカレッジ学生が参加できるようになることが理想であると考えるようになった。1918年、Bro. Joseph Janningは国籍不問の「国際」隊の設立を大学理事のBro. Jean-Baptist Gaschyと学校協議会に提案し、 協議会はその提案を積極的に受け入れた 。新しい国際団体の最初の集会は、横浜第1団のスカウトとそのクラスメイトらの36人らによって1918年11月に校庭で開かれた。 月末までにスカウト数は70人以上に増え、1918年末には150人以上を擁するに至った。
1920年、国際隊の班長で日本人の父とイギリス人の母を持つリチャード鈴木（鈴木慎）が、学業のためイギリスに帰国する船中で下田豊松と小柴博の両名と乗り合わせた。下田と小柴は仕事上の自由でイギリスに渡航する途中であったが、同時に第1回スカウトジャンボリーに参加するつもりであった。鈴木と知り合い彼がスカウトであることを知った際、二人はジャンボリーに一緒に参加するよう誘った。三人のうちただ一人スカウト年代であった鈴木は、日本のプラカードを持って開会式の各国スカウトの行進に並ぶこととなった。
1922年1月、団はジョセフ・ジョフル来日の際栄誉礼の隊列に加わった。その後、1922年もにウェールズ公エドワード を横浜港で迎え、公の第一次大戦時の連合国兵士へのメモリアルアーチ奉納にも参加した。
横浜は関東大震災の壊滅的な被害を受けた。 グリフィンはスカウトたちが震災後に救助活動を助けて負傷したことに気付き、衝撃を受け虫の息となった。彼は神戸治療のために移転たがら、震災の影響で財政的に大きな被害を受けたためすぐに日本を去った。 同時に、セントジョセフカレッジと団の両方が一時的に神戸に移り、スカウト活動はBro. Janningの指導の下中断せず継続した 。学校と団は横浜が復興するまで待っていた。学校と団は1925年に横浜に帰還した。
1924年の第3回世界スカウト会議において、ベーデン＝パウエルへのBro. Janningの促しにより「国際」団の問題が取り上げられ、新たに設立されたボーイスカウト国際事務局が国籍横断的スカウト集団を直接登録するを認めた。国際ボーイスカウト第1団 (IBS) は1925年に最初の憲章を国際事務局によるあらたな認証の下に発行した。ベーデン＝パウエルと事務局長のハーバート・S・マーティンがこの憲章に署名した。 1929年にBro. Janningが横浜を去り、Bro. William V. (Abromitis) Ambroseが団を指導することとなった。
軍国主義的・ナショナリズム的感情が徐々に強化されるに至って、スカウティング、特に外国人スカウトは日本の当局者からいぶかしみをもって見られるようになっていった。隊はしばしば野外活動中に憲兵に尾行され、 指導者たちは大っぴらに制服や記章を着用し旗を掲げることは不得策であると判断した。ハイキングやキャンプは継続したが、その実施数は限られることとなった。この状況により活動への情熱が急激に減少し、スカウト数は減少した 。1937年に横浜に渡りカブスカウト隊長とスカウト隊副長を務めたBro. Francis Tribullは、リスクを負ってでもドラムコーを含む全てのスカウティングプログラムを再建することを決断した。新しい隊旗を作り、制服も購入した。 その新しい外見が活動を活性化させた。それは年少隊と年長隊の新設の必要となって現れた。高校生年代の年長スカウトによって形成された集団はIBSシニア―スカウト第1隊と呼ばれた。1939年、Bro. Ambroseはセントジョセフカレッジの理事とIBS団委員長となり、Bro. Gerald Gutsmiedlが隊長の役割を果たした。Bro. Tribullは神戸に移り、彼の地位はBro. Brandmaierが取って代わった。スカウトであったAlfred X. Agajanが副長になった。

### 第二次世界大戦と戦後
政治情勢をうけて、文部省は1941年1月1日より全ての青年団体の廃止を要求した。1941年1月16日、大日本少年団連盟が存続を禁止された 。国際1団は活動停止にはならなかったものの、1941年12月8日に隊長のBro. Gutsmiedlと副長のBrandmaier、前隊長のAmbroseが敵国人であるとして逮捕され根岸の収容所収容された。 同日、Bro. Tribull が神戸で逮捕された。 残されたAlfred Agajanひとりが隊の責任者となった。1942年、 Bro. Leo Kraftが隊の指導に加わった。第二次大戦中、多くの外国人が自主的・強制を問わず横浜を、すなわち学校と隊を去る中、隊は加盟員の減少と多くの規制に苦しむこととなった。働き口の減少と加盟員の減少により資金調達が困難となり、戦争によって野外活動は制限された。1943年11月、 学校は校舎の明け渡しとを命じられ、強羅の箱根山にある不適当な居住区に移転すること命じられた。あてがわれたのは駅近くの公園の隣に位置する長い間放置されていた古い木造の建物で、かつて小さなホテルとして用いられていたものであった。学校は小規模にしか学級を保持できず、各学年は1から12人のみとなった。隊長のBro. Kraftは隊と共に強羅に移り、Alfred Agajanは軽井沢に移った。
結索法などのスカウト技能の訓練など屋内でのスカウト活動がBro. Kraftによって継続された。1945年の終戦を迎え、学校の理事であるBro. Haegeliは学校所有地の返還交渉を行い、セントジョセフカレッジは戦前と同じキャンパスに戻って新年度を迎える準備をすることが可能となった。  Alfred Agajanはアメリカに移り二度と隊には戻らなかった。戦前に副長を務めたBro. Francis Tribullが隊長となり、副長として留まっていたBro. Leo Kraftと共にセントジョセフカレッジに戻った。団は日本とアメリカのスカウトたちと共に1949年に開催されたボーイスカウト日本連盟再建記念の第1回ボーイスカウト全国大会に参加した。このキャンプ大会は占領軍の協力のもと組織された。この大会はドゥーリトルフィールド（日比谷公園）で開催された。ボーイスカウト日本連盟は1950年6月30日に世界スカウト機構への正式再登録を認められた。同年7月、IBSは日本連盟の再登録を祝するキャンプのためにKanagawa Scoutに参加した。IBS設立時の加盟員であるジョン・ミトワはボーイスカウト神奈川連盟理事・ボーイスカウトアメリカ極東連盟の委員でもあった。スカウティングの戦後復興を助けたミトワは、IBSと日本連盟、アメリカ極東連盟を呼び集める「国際的」キャンプを三渓園で行うというこの催しの主要な世話役だった。 神奈川キャンプのすぐ後の1950年8月、IBSのスカウトたちは新宿御苑で開かれた第2回ボーイスカウト全国大会に参加した。1953年、日本連盟はミトワに感謝章を贈った 。IBSは1956年軽井沢で開かれた第1回日本ジャンボリー（第4回ボーイスカウト全国大会）に参加した。キャンポリーの最初にこの全国集会の名前が「日本ジャンボリー」に変更され、日本連盟はこの大会を4年に1度開催することを発表した。
1925年以来、世界スカウト事務局は多くの国籍横断的集団を直接登録してきた。それらの多くはしかしながら、様々な理由から解散するなどして登録数は減少していった 。1955年までイラクにRAF Union Schoolの団が存在した。この団はアッシリア人の学生によって構成される学校で組織されており、アルメニア人と少数のインド人も参加していた。この学校はイギリス空軍 (RAF) ハバニア基地当局の下運営されていたが、1955年に基地をイラクが奪還した際に団は解体された 。ボーイスカウト国際事務局もまた直接登録を停止し,新しい組織は代わりにイギリススカウト連盟やボーイスカウトアメリカ連盟のような一国組織を結成することにした。この試みの進展によって、国際第1団は世界スカウト事務局に直接登録された唯一の活動中の団として存続することとなった。

### 現代
1951年以前、IBSはフルール・ド・リスと「IBS」の文字で構成された簡素なエンブレムを用いていた。エンブレムは1952年に国連ボーイスカウト (Boy Scouts of the United Nations) のものとよく似た地球を中央に据えたものに改められた。世界スカウト事務局の憲章、記章、プログラムに戦後の見直しが加えられたのち、より独特なものとするために、地球の図はグリッド線のものに簡素化された。このエンブレムは今なおIBSで用いられている。 改正されたIBS憲章は1956年の世界スカウト事務局憲章に影響されており、同年には新憲章下での最高位章である「Globe Scout」をスカウトが初めて取得している 。1956年から1958年にかけて、IBS委員会と指導者たちは世界スカウト事務局の指導の下、IBS憲章と新デザインの制服、国際第1団独特の記章とプログラムを盛り込んだ新しいスカウトハンドブックを作成した。IBSスカウトハンドブックは1961年に初めて発行されたものであるが、新デザインの制服は1959年の日本ジャンボリーにおいてすでにIBS派遣隊が着用していた。
第3回および第4回日本ジャンボリーにもIBSのスカウト・指導者らは続いて参加した。1963年、指導者のBro. Germain Vonderscherがギリシアで開かれた第11回世界ジャンボリーに翻訳スタッフとして参加した。1966年、日本連盟からジョン・ミトワにかっこう章が贈られた 。ミトワの功績は彼を、彼が戦後期にスカウティングの復興を助けた韓国・仁川へと連れて行った。ボーイスカウト韓国連盟が1962年、63年、65年にミトワニ感謝章を贈ったのに続いて、1966年に彼は韓国連盟のかっこう章の最初の受章者となった 。ミトワはアイダホで開かれた第12回世界ジャンボリーのスタッフとなり、このジャンボリーと第21回世界スカウト会議が契機となって、彼にWOSMからScout Friendship Certificateが贈られた。
1968年には「国際」団の50周年 (Golden jubilee) の折には、IBS創設者のBro. Joseph Janningに日本連盟総長である久留島秀三郎から感謝メダルが贈られた 。50周年を迎え、IBSはまた教皇パウロ6世からの使徒的祝福を受けた。

## プログラム部門
IBSの部門は以下の通りである。
- ビーバースカウト - 6歳から8歳
- カブスカウト - 8歳から11歳
- ボーイスカウト - 11歳から15歳
- シニアースカウト - 15歳から20歳
- ベテランスカウト - 18歳以上

## スカウト・指導者の国籍
国際事務局に直接登録しているため、IBSには40か国以上からの加盟員が存在する。政治的状況によって無国籍となっているスカウトを含む43の国籍のスカウトが名簿に登録されている 。1957年にGlobe Scout章が設けられて以来これまで10か国のスカウトがGlobe Scoutとなった。
IBSの国際的性質はスカウトの国籍の多様性に限られるものではない。様々な文化的背景を持つIBSのスカウターもまた、IBSに特色を与えている。IBSは成人指導者の包括的リストを公表してはいないが、世界スカウト事務局から直接に隊長や指導者として認証された指導者たちは、14の異なる国々から彼らのスカウティング経験と文化をもたらしている 。

## アマチュア無線局
過去にIBSはアマチュア無線局を開設していた。コールサインはJQ1YRX。 2007年には90周年の記念としてコールサイン8J1IBSを使用することが当局から認められた。IBSは8J1IBSを用いて第50回と第51回のJOTAに参加した。 8J1IBSが発効された期間は440日間で、日本で発給されたイベント局としては5番目に期間が長かった。

## 「ちかい」と「おきて」

### ボーイスカウト・シニアスカウト
ちかい

On my honor I will to do my best:

To do my duty to God and my country,

to obey the Scout Law and to respect

the civil authority of the country in which I live;

To help other people at all times;

To keep myself physically strong, mentally awake, and morally straight.

A Scout IS:

Trustworthy, Loyal, Helpful, Friendly, Courteous, Kind, Obedient, Cheerful, Thrifty, Brave, Clean, and Reverent.

おきて

On my honor I will to do my best:

To do my duty to God and my country,

to obey the Scout Law and to respect

the civil authority of the country in which I live;

To help other people at all times;

To keep myself physically strong, mentally awake, and morally straight.

A Scout IS:

Trustworthy, Loyal, Helpful, Friendly, Courteous, Kind, Obedient, Cheerful, Thrifty, Brave, Clean, and Reverent.

モットー

Be Prepared

### カブスカウト
やくそく

I, __________, promise

To do my best

To do my duty

To God and my country,

To obey the Law of the Pack,

And to do a good turn

EVERY DAY.

The Cub Scout uses two EARS to HEAR and learn.

The Cub Scout uses two EYES to SEE which way to turn.

The Cub Scout’s LEGS can walk the extra mile.

The Cub Scout’s FACE will always show a SMILE.

きまり

I, __________, promise

To do my best

To do my duty

To God and my country,

To obey the Law of the Pack,

And to do a good turn

EVERY DAY.

The Cub Scout uses two EARS to HEAR and learn.

The Cub Scout uses two EYES to SEE which way to turn.

The Cub Scout’s LEGS can walk the extra mile.

The Cub Scout’s FACE will always show a SMILE.

モットー

DO YOUR BEST

## エンブレムと制服
IBSエンブレム
IBSのエンブレムには地球が模られており、これは団の国際的性質を表している。現在のエンブレムは1950年代初頭にデザインされ、1957年に世界事務局によって憲章の改正が認められた際に最終的に決定した。
制服
IBSのスカウトの制服は、ビーバースカウトは青いシャツと青い帽子、カブスカウトは黄色くふちどりされた青いシャツ、ズボン、帽子、ボーイスカウトはカーキのシャツとネイビーのズボン、シニアースカウトはカーキのsシャツと青いズボン、舟形帽からなる。

## 進歩制度
スカウトの級
- Tenderfoot
- Second Class
- First Class
- Forward
- Unity
- Globe

Globeがスカウトプログラムの最高位章である。Globe章を取得したスカウトはGlobe Scoutと呼ばれる。この称号は生涯保持される。